# Andrea Camilleri
Andrea Camilleri (ur. 6 września 1925 w Porto Empedocle, zm. 17 lipca 2019 w Rzymie) – włoski reżyser teatralny oraz pisarz, autor powieści kryminalnych. Twórca postaci komisarza Salvo Montalbano.
Urodził się i wychował na Sycylii (gdzie w 1945 wstąpił do partii komunistycznej), jednak mieszkał i pracował w Rzymie. W latach 1948–1950 studiował reżyserię – spektakle (Becketta, Ionesco) wystawiał od wczesnych lat 50. Współpracował z telewizją RAI, wykładał na uczelniach teatralnych i filmowych. Był autorem wierszy, opowiadań i eksperymentalnych powieści, sławę przyniósł mu cykl powieści kryminalnych rozgrywających się w fikcyjnym sycylijskim miasteczku Vigata. Swego głównego bohatera, miejscowego komisarza policji, obdarzył nazwiskiem będącym włoską wersją nazwiska katalońskiego pisarza Manuela Vázqueza Montalbána. Pierwsza powieść z Montalbano ukazała się w 1994.
Główny bohater powieści kryminalnych – Salvo Montalbano – jest smakoszem. W każdej książce trafimy na opisy jego posiłków, a czasem nawet na skrótowy przepis na danie kuchni południowo-włoskiej. Montalbano jest w stanie nadłożyć sporo drogi do celu jeśli przy okazji odwiedzi mało znaną, ale „powalającą”, lokalną restaurację.

## Polskie przekłady

### Seria z Montalbano

#### Powieści
- Kształt wody (La forma dell’acqua, 1994)[2]
- Pies z terakoty (Il cane di terracotta, 1996)
- Złodziej kanapek (Il ladro di merendine, 1996)
- Głos skrzypiec (La voce del violino, 1997)
- Wycieczka do Tindari (La gita a Tindari, 2000)
- Zapach nocy (L’odore della notte, 2001)
- Obietnica komisarza Montalbano (Il giro di boa, 2003)
- Cierpliwość pająka (La pazienza del ragno, 2004)
- Papierowy księżyc (La luna di carta, 2005)
- Sierpniowy żar (La vampa d’agosto, 2006)
- Skrzydła sfinksa (Le ali della sfinge, 2006)
- Ślad na piasku (La pista di sabbia, 2007)
- Pole garncarza (Il campo del vasaio, 2008)
- Wiek wątpliwości (L’età del dubbio, 2008)
- Taniec mewy (La danza del gabbiano, 2009)
- Polowanie na skarb (La caccia al tesoro, 2010)
- Uśmiech Angeliki (Il sorriso di Angelica, 2010)
- Gra luster (Il gioco degli specchi, 2011)
- Świetlne ostrze (Una lama di luce, 2012)
- Głosy nocy (Una voce di notte, 2012)
- Gniado źmij (Un covo di vipere, 2013)
- Morze błota (La piramide di fango, 2014)
- Karuzela pomyłek (La giostra degli scambi, 2015)

#### Opowiadania
- Miesiąc z komisarzem Montalbano (Un mese con Montalbano, 1998, zbiór 30 opowiadań)
- Pomarańczki komisarza Montalbano (Gli arancini di Montalbano, 1999, zbiór 20 opowiadań)
- Pierwsze śledztwa Montalbana (La prima indagine di Montalbano, 2004, zbiór 3 opowiadań)
- Śmierć na otwartym morzu (Morte in mare aperto, 2014, zbiór 8 opowiadań)

### Poza cyklem z Montalbano
- Kryjówka (Il tuttomio, 2013)
- Z chłopa król (Il re di Girgenti, 2001)
- Zniknięcie Patò (La scomparsa di Patò: romanzo, 2000)
- Piwowar z Preston (Il birraio di Preston, 1995)
- Pensjonat „Ewa” (La pensione Eva, 2006)
- Kolor słońca (Il colore del sole, 2007)
- Szary kostium (Il tailleur grigio, 2011)
- Sezon łowiecki (La stagione della caccia, 1992)
- Królowa Pomorza (La Regina di Pomerania, 2012)
- Owce i pasterz (Le pecore e il pastore, 2007)
- Kobiety (Donne, 2014)

## Nietłumaczone na polski

### Seria z Montalbano

#### Powieści
- Acqua in bocca (2010, z Carlo Lucarellim)
- L'altro capo del filo (2016)
- La rete di protezione (2017)
- Il metodo Catalanotti (2018)
- Il cuoco dell'Alcyon (2019)
- Riccardino (2020)
- Riccardino bis. Edizione speciale 2005-2016 (2020)

#### Opowiadania
- Quindici giorni con Montalbano (1999, wybór 15 opowiadań ze zbioru: Miesiąc z komisarzem Montalbano)
- La paura di Montalbano (2002, zbiór 6 opowiadań)
- Racconti di Montalbano (2008, zbiór 19 opowiadań, w tym: 18 znanych z innych antologii, 1 nowe)

Tematyczne antologie opowiadań różnych autorów wydane w serii: ... in giallo
- Capodanno in giallo (2012, motyw przewodni: zagadki kryminalne z okazji Nowego Roku, opowiadanie: Una cena speciale)
- Ferragosto in giallo (2013, motyw przewodni: zagadki kryminalne z okazji święta 15 sierpnia, opowiadanie: Notte di Ferragosto)
- Un anno in giallo (2017, motyw przewodni: zagadki kryminalne na każdy miesiąc roku, opowiadanie: La calza della befana)
- Una giornata in giallo (2018, motyw przewodni: zagadki kryminalne rozwiązywane w jeden dzień, opowiadanie: Ventiquattr'ore di ritardo)

#### Wydania zbiorcze powieści
- Storie di Montalbano (2002, zbiór 6 pierwszych powieści  z cyklu oraz 3 zbiorów opowiadań: Miesiąc z komisarzem Montalbano, Pomarańczki komisarza Montalbano, La paura di Montalbano)

- Il commissario Montalbano. Le prime indagini (2008, zbiór 3 pierwszych powieści z cyklu: Kształt wody, Pies z terakoty, Złodziej kanapek)
- Ancora tre indagini per il commissario Montalbano (2009, zbiór 3 kolejnych powieści z cyklu: Głos skrzypiec, Wycieczka do Tindari, Zapach nocy)
- Altri casi per il commissario Montalbano (2011, zbiór 3 kolejnych powieści z cyklu: Obietnica komisarza Montalbano, Cierpliwość pająka, Papierowy księżyc)
- Tre indagini a Vigàta (2012, zbiór 3 kolejnych powieści z cyklu: Sierpniowy żar, Skrzydła sfinksa, Ślad na piasku)